# Dödgäddtjärn
Dödgäddtjärn är en sjö i Härjedalens kommun i Härjedalen och ingår i Göta älvs huvudavrinningsområde. Sjön har en area på 0,0422 kvadratkilometer och ligger 773,1 meter över havet. Dödgäddtjärn ligger i Rogen Natura 2000-område. Vid provfiske har harr och lake fångats i sjön.

## Delavrinningsområde
Dödgäddtjärn ingår i det delavrinningsområde (691298-133327) som SMHI kallar för Utloppet av Lill-Tandsjön. Medelhöjden är 824 meter över havet och ytan är 11,25 kvadratkilometer. Det finns inga avrinningsområden uppströms utan avrinningsområdet är högsta punkten. Avrinningsområdets utflöde Göta älv (Röa) mynnar i havet. Avrinningsområdet består mestadels av skog (75 procent) och kalfjäll (22 procent). Avrinningsområdet har 0,27 kvadratkilometer vattenytor vilket ger det en sjöprocent på 2,4 procent.